# Młodzieżowe Indywidualne Mistrzostwa Szwecji na Żużlu 1993
Młodzieżowe Indywidualne Mistrzostwa Szwecji na Żużlu 1993 – cykl turniejów żużlowych, mających wyłonić najlepszych szwedzkich żużlowców w kategorii do 21 lat, w sezonie 1993. Tytuł wywalczył Niklas Klingberg. 

## Finał
- Nyköping, 11 września 1993

| Msc. | Zawodnik              | Klub       | Pkt   |  |  |
| ---- | --------------------- | ---------- | ----- |  |  |
| 1    | Niklas Klingberg      | Ornarna    | 12 +3 |  |  |
| 2    | Jonathan Forsgren     | Valsarna   | 12 +2 |  |  |
| 3    | Stefan Ekberg         | Filbyterna | 12 +1 |  |  |
| 4    | Tobias Andersson      | Getingarna | 11    |  |  |
| 5    | Mikael Karlsson       | Ornarna    | 10    |  |  |
| 6    | Daniel Andersson      | Getingarna | 9     |  |  |
| 7    | Robert Eriksson       | Valsarna   | 9     |  |  |
| 8    | Frank Richt           | Smederna   | 7     |  |  |
| 9    | Hakan Antonsson       | Piraterna  | 7     |  |  |
| 10   | rez. Robert Ljungholm | Masarna    | 7     |  |  |
| 11   | Stefan Hjerne         | Griparna   | 6     |  |  |
| 12   | Herman Moodysson      | Dackarna   | 5     |  |  |
| 13   | Joakim Karlsson       | Västervik  | 4     |  |  |
| 14   | Jonas Grönstrand      | Masarna    | 3     |  |  |
| 15   | Fredrik Possnert      | Smederna   | 1     |  |  |
| 16   | Marcus Andersson      | Griparna   | 1     |  |  |
| 17   | rez. Jens Andersson   | Västervik  | 1     |  |  |
| 18   | Per Wester            | Valsarna   | 0     |  |  |